# Guthrie McClintic
Guthrie McClintic (wym. [ˈgʌθri məˈklɪntɪk]; ur. 6 sierpnia 1893 w Seattle, zm. 29 października 1961 w Nowym Jorku) – amerykański reżyser filmowy i teatralny oraz producent.

## Życiorys
Guthrie McClintic urodził się 6 sierpnia 1893 w Seattle w stanie Waszyngton. Studiował na Uniwersytecie Waszyngtona w St. Louis, po czym przeniósł się do Nowego Jorku, gdzie kontynuował edukację w tamtejszej szkole aktorskiej American Academy of Dramatic Arts, którą ukończył w 1913. Początkowo był aktorem, lecz wkrótce został inspicjentem oraz reżyserem castingu dla głównego producenta działającego na Broadwayu, Winthropa Amesa. Pierwszym samodzielnie wyreżyserowanym przez McClintica spektaklem broadwayowskim była komedia The Dover Road z 1921, pióra brytyjskiego pisarza A.A. Milne’a.
Należał do grona najbardziej aktywnych reżyserów teatralnych po II wojnie światowej. Łącznie zrealizował 94 sztuki, które wystawiano na deskach broadwayowskich teatrów. Wyreżyserował również trzy filmy fabularne z okresu ery Pre-Code: dramaty On Your Back (1930) i Once a Lady (1931) oraz romans Once a Sinner (1931).
Zmarł 29 października 1961 w swoim domu w Nowym Jorku w wyniku choroby nowotworowej. Miał 68 lat. Jego zwłoki poddano kremacji, a prochy rozrzucono w Peter Rock.

## Życie prywatne
Był gejem, lecz ukrywał swoją orientację seksualną. W 1917 ożenił się z dziesięć lat starszą od siebie angielską aktorką filmową i teatralną Estelle Winwood. Małżeństwo zakończyło się w 1919, kiedy okazało się, że Winwood nie rozwiodła się ze swoim pierwszym mężem, Arthurem Chesneyem. Drugi związek małżeński zawarł z amerykańską aktorką i producentką Katharine Cornell, która była lesbijką. Para zrealizowała wspólnie na przestrzeni 40 lat szereg spektakli broadwayowskich, które odniosły sukces, m.in. The Green Hat (1925), The Letter (1927), Dishonored Lady (1930), The Barretts of Wimpole Street (1931), Alien Corn (1933), Romeo i Julię (1934), The Old Maid (1935), Świętą Joannę (1936), Candidę (1937), No Time for Comedy (1939), Lekarza na rozdrożu (1941), Trzy siostry (1942), Antygonę (1946), Antoniusza i Kleopatrę (1947), The Dark Is Light Enough (1955) oraz Dear Liar (1960). Łącznie wyreżyserował 28 spektakli, w których wystąpiła Cornell.

## Upamiętnienie

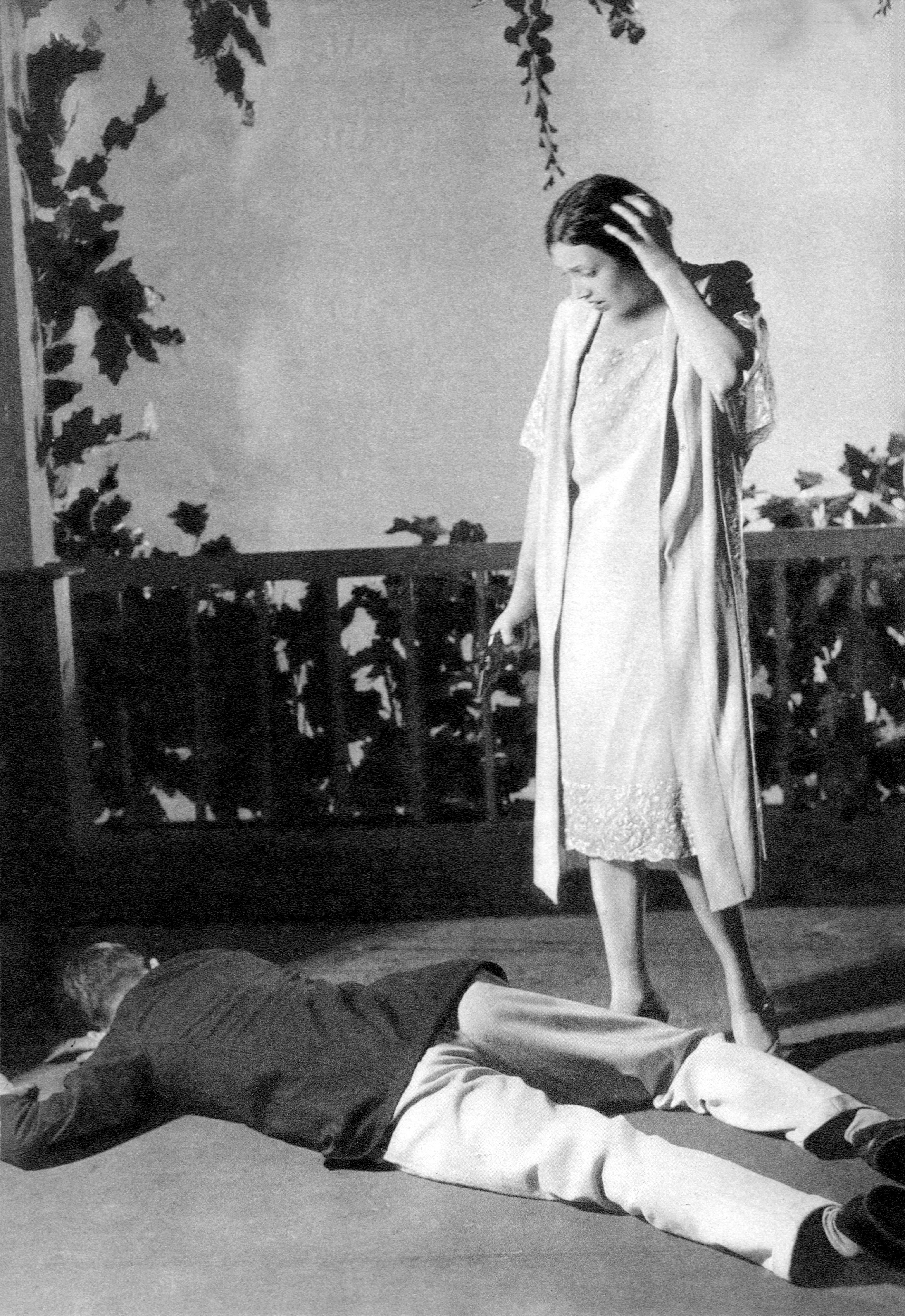
Katharine Cornell i Burton McEvilly w spektaklu The Letter (1927)

W 2010 postać McClintica zagrał Boyd Gaines w sztuce poświęconej Katharine Cornell – The Grand Manner autorstwa A.R. Gurneya. W głównej roli wystąpiła Kate Burton.

## Teatr

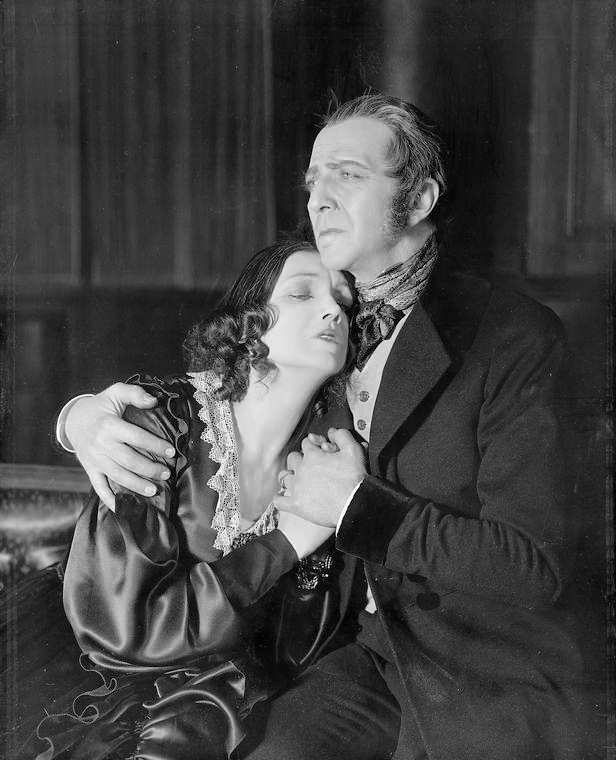
Katharine Cornell i Charles Waldron w spektaklu The Barretts of Wimpole Street (1931) w reżyserii McClintica

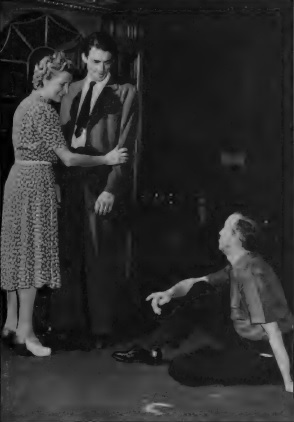
Gladys Cooper, Gregory Peck i McClintic (siedzi) w trakcie prób do spektaklu The Morning Star (1942)

Wybrane spektakle w reżyserii McClintica:
- The Dover Road (1921)
- The Green Hat (1925)
- The Shanghai Gesture (1926)
- Saturday’s Children (1927)
- The Letter (1927)
- Fallen Angels (1927)
- Dishonored Lady (1930)
- The Barretts of Wimpole Street (1931)
- Alien Corn (1933)
- Jezebel (1933)
- Romeo i Julia (1934)
- The Old Maid (1935)
- Winterset (1935)
- Hamlet (1936)
- Święta Joanna (1936)
- Ethan Frome (1936)
- Candida (1937)
- High Tor (1937)
- Key Largo (1939)
- Mamba’s Daughters (1939)
- No Time for Comedy (1939)
- Lekarz na rozdrożu (1941)
- The Morning Star (1942)
- Trzy siostry (1942)
- Antygona (1946)
- Antoniusz i Kleopatra (1947)
- Medea (1949)
- The Dark Is Light Enough (1955)
- Dear Liar (1960)

## Film
Opracowano na podstawie materiału źródłowego:
- On Your Back (1930)
- Once a Lady (1931)
- Once a Sinner (1931)